# Hilde Sandvik
Hilde Sandvik, född 30 april 1970 i Erfjord i Suldals kommun i Norge, är en norsk journalist och författare. 
Hilde Sandvik utbildade sig på Bergens universitet, med en kandidatexamen i bland annat konsthistoria. Hon var 2003-2006 redaktör i den nynorska kulturtidskriften Syn og Segn tillsammans med Marit Eikemo. Hon arbetade 2006–2016 på Bergens Tidende, varav från 2010 som kultur- och debattredaktör. Hilde Sandvk grundade därefter den nordiska internetmediaportalen "Broen.xyz".
Hon är gift med fotografen Eirik Brekke (född 1956).